# 源有雅
源 有雅（みなもと の ありまさ）は、平安時代後期から鎌倉時代前期にかけての公卿。参議・源雅賢の長男。佐々木野を号し、佐々木野中納言と呼ばれた。

## 経歴

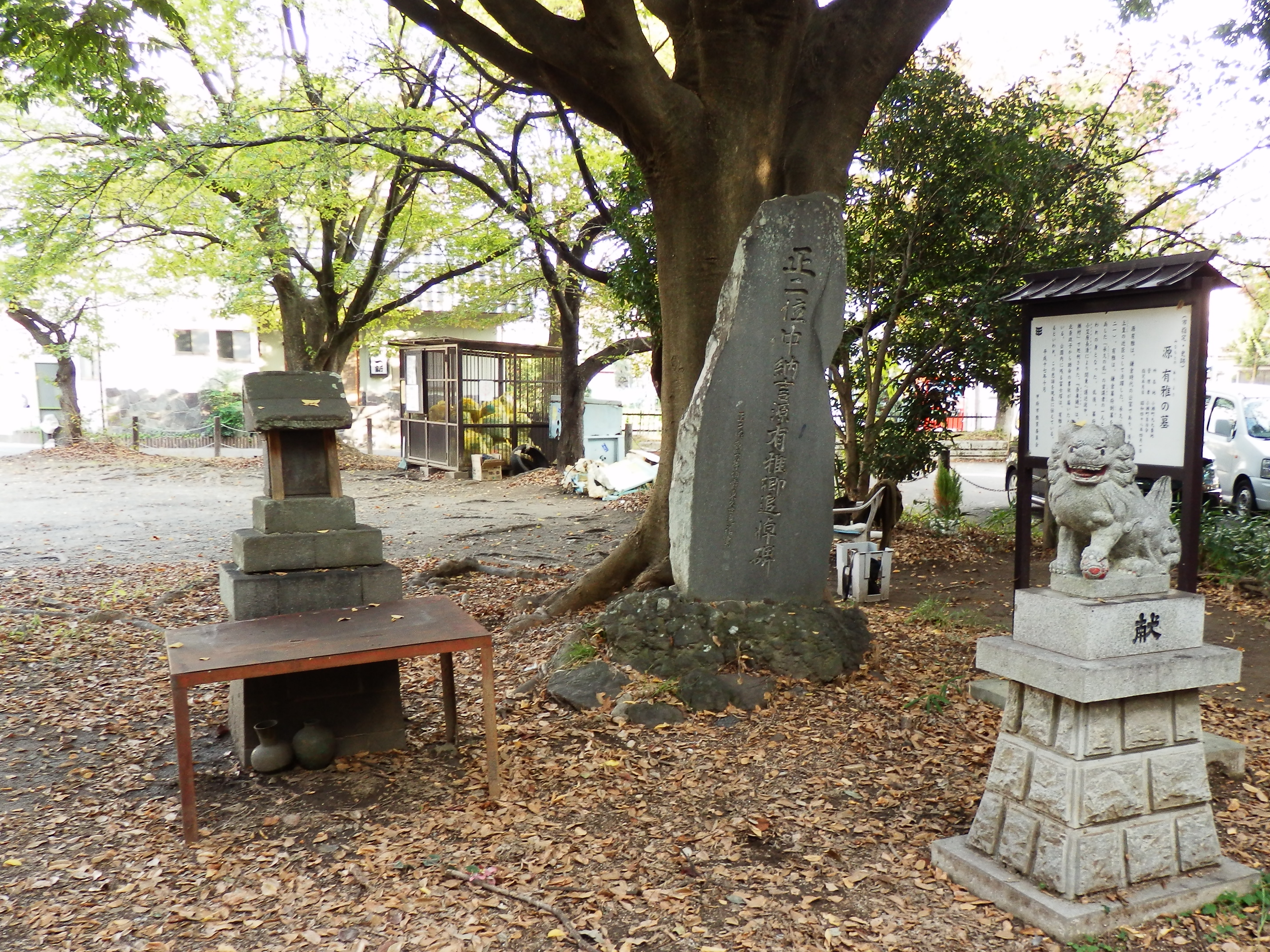
源有雅の墓（山梨県甲府市小瀬町）

叙爵の後、文治5年12月（1190年2月）に侍従に任ぜられ、建久元年（1190年）10月に父・雅賢の参議辞任と替わって右近衛少将に任ぜられる。
建久3年（1192年）7月、出仕をしないがために除籍される。5年後の建久8年（1197年）正月に従五位上に叙せられ、建久9年（1198年）美濃守に任ぜられた。正治元年（1199年）正五位下に昇叙。建仁元年12月（1202年1月）には従四位下、建仁3年（1203年）には従四位上・右近衛権中将に叙任された。元久元年（1204年）正四位下。建永2年（1207年）2月、蔵人頭に補任されることとなったが、問題が発生して最終的には滋野井実宣が任ぜられている。
承元2年（1208年）蔵人頭に補任され、承元3年（1209年）参議に任ぜられ公卿に列す。承元4年（1210年）には従三位に進み、さらに建暦元年（1211年）正三位に叙せられた。右兵衛督・検非違使別当を経て、建暦2年（1212年）6月に権中納言に昇任。建保元年（1213年）には蹴鞠で使用する紫色の革の襪の着用を聴されている。建保2年（1215年）左兵衛督に転任。建保3年（1216年）に官職を辞退して従二位に昇叙。建保6年（1219年）正二位に至った。同年本座を聴される。また、出雲国を知行国としていた。
承久3年（1221年）に承久の乱が発生。有雅は後鳥羽上皇の寵臣、藤原範光の娘であり、順徳天皇の乳母であった憲子を妻に迎えたことから上皇の近臣となっており、その縁から上皇側の将として宇治にて戦うが敗退。出家して恭順の意を示すが鎌倉に送られる。甲斐国の武将・小笠原長清の預かりとなり、護送の途中で甲斐国に下着。ここで有雅は長清に、少しの縁故があり、二品禅尼（北条政子）に助命を懇願するのでしばらく死刑の執行を待ってほしい、と長清に願い出るが受け入れられず、7月29日に同国稲積庄小瀬にて斬られた。享年46。政子はこの有雅の懇願を受け入れ、斬首後しばらくして死刑を免除するべきとの手紙が届いたという。
山梨県甲府市小瀬町の小瀬団地内に残る富士塚は有雅の霊を祀るものとされ、南東方には幽閉地と伝える久品山浄福寺跡がある。静岡県御殿場市新橋の藍澤五卿神社は明治10年（1877年）高杉太一郎らの創建で、有雅と、同じく承久の乱で処刑された葉室宗行・藤原光親・藤原範茂・一条信能を祀っている。

## 人物
代々雅楽をする家に生まれ、右馬頭・源資時より神楽を習う。父・雅賢からは和琴と催馬楽を伝授され嫡男・資雅に伝えている。

## 官歴
※以下、『公卿補任』の記載に従う。
- －年－月－日：従五位下に叙す。
- 文治5年12月30日（1190年2月6日）：侍従に任ず。
- 建久元年（1190年）10月26日：右近衛少将に任ず。
- 建久3年（1192年）7月-日：除籍せらる。
- 建久8年（1197年）正月6日：従五位上に叙す。
- 建久9年（1198年）正月19日：美濃守に任ず（院分）。
- 正治元年（1199年）11月27日：正五位下に叙す（朝覲行幸）。
- 建仁元年12月22日（1202年1月17日）：従四位下に叙す。少将如元。
- 建仁3年（1203年）正月5日：従四位上に叙す（臨時）。10月24日：右近衛権中将に転ず。
- 元久元年（1204年）11月1日：正四位下に叙す。
- 承元2年（1208年）7月9日：蔵人頭に補す。
- 承元3年（1209年）正月13日：参議に任ず。右中将如元。
- 承元4年（1210年）正月5日：従三位に叙す（春宮御給）。
- 建暦元年（1211年）6月22日：正三位に叙す（脩明門院入内）。
- 建暦2年（1212年）
  - 正月13日：右兵衛督を兼ね、検非違使別当に補す。
  - 6月29日：権中納言に任ず。右兵衛督別当如元。
- 建保2年（1215年）
  - 2月11日：検非違使別当を辞す。
  - 12月1日（1216年1月2日）：左兵衛督に転ず。
- 建保3年（1216年）
  - 8月12日：左兵衛督・権中納言を辞退し、従二位に叙す。
  - 12月3日：帯剣を聴す。
- 建保6年（1219年）正月5日：正二位に叙す。11月19日：本座を聴す。
- 承久3年（1221年）
  - 6月24日：出家（武士申請）。
  - 7月-日：召されて関東に下る。
  - 7月29日：甲斐国に誅せらる。享年46。

- 昭和3年（1928年）11月10日：従一位を追贈[5]

## 系譜
- 父：源雅賢
- 母：藤原信経の娘
- 妻：藤原信家の娘
  - 男子：源敦賢
- 妻：藤原憲子（?-1239、順徳院乳母） - 藤原範光の娘。
  - 男子：源資雅（1203-?）
- 生母不明の子女
  - 男子：済賢
  - 男子：済稚
  - 男子：有尊
  - 男子：朝有
  - 女子：九条道家室
  - 女子：大宮局（土御門天皇宮人）